# غيفلي
نادي غيفلي (بالسويدية:Gefle Idrottsförenin) نادي كرة قدم سويدي يلعب في دوري كل السويديين. تم تأسيس النادي في سنة 1882 .